# ピラニア リターンズ
『ピラニア リターンズ』（原題: Piranha 3DD）は、2012年の3Dホラーコメディ映画で、2010年公開の映画『ピラニア3D』の続編である。監督はジョン・ギャラガー、脚本はマーカス・ダンスタンとパトリック・メルトンが担当。前作にも出演したヴィング・レイムスやクリストファー・ロイドも再出演する。2011年4月より撮影が開始され、2012年6月1日に北米で公開された。日本公開は2012年7月14日。

## あらすじ
古代ピラニアたちがヴィクトリア湖を襲ってから1年後。ヴィクトリア湖は政府の手で徹底的な駆除作業が行われ生物が住めない状態となり、付近はゴーストタウンが蔓延していた。だが彼らはしぶとく生き残り、新しい住処を探して旅立ち、そして新たにオープンしたウォーターパーク「ビッグ・ウェット」にたどり着く。
女子大生のマディは、夏休みにアリゾナ州の故郷に帰省していた。マディは偶然クロス湖でピラニアを発見し、グッドマン博士に相談にいくと、そのピラニアはヴィクトリア湖から地底湖を通って来たのだろうと告げられる、さらに今後、下水道を通ってプールなどにも出現するといわれた。マディは幼なじみのアシュリーが、湖で行方不明になったのもピラニアだと直感する、ちょうどその時期、マディが共同経営者になっているウォーターパークが地元でオープンしようとしていた。マディは危険を感じて忠告するが、共同経営者のチェットは、そのまま開園する。そこに大量のピラニアが排水口を通ってプールに現れ、惨劇がはじまる。

## キャスト
| 役名                     | 俳優                           | 日本語吹替     |
| ------------------------ | ------------------------------ | -------------- |
| マディ                   | ダニエル・パナベイカー         | 吉田聖子       |
| バリー                   | マット・ブッシュ               | 木島隆一       |
| シェルビー               | カトリーナ・ボウデン           | たなか久美     |
| ジョシュ                 | ジャン＝リュック・ビロドー     | 松本忍         |
| チェット                 | デヴィッド・ケックナー         | ふくまつ進紗   |
| カイル                   | クリス・ジルカ                 | 新垣樽助       |
| ビッグ・デイブ           | エイドリアン・マルティネス     | 臼木健士朗     |
| トラビス                 | ポール・ジェームズ・ジョーダン | 奥村翔         |
| アシュリー               | ミーガン・タンディ             | 野口佳那子     |
| デヴィッド・ハッセルホフ | デヴィッド・ハッセルホフ       | てらそままさき |
| カール・グッドマン博士   | クリストファー・ロイド         | 穂積隆信       |
| アンドリュー・カニンガム | ポール・シェアー               | 松本忍         |
| クレイトン               | ゲイリー・ビジー               | 楠見尚巳       |
| モー                     | クルー・ギャラガー             | 松本忍         |
| ファロン保安官代理       | ヴィング・レイムス             | 楠見尚巳       |

- その他声の出演 - 桐木山花、黒沢ともよ

### 日本語版製作スタッフ
- プロデューサー - 泉英次、井上由一
- 演出 - 高田浩光
- 翻訳 - 古瀬由紀子
- 調整 - 高義和
- 担当 - 古屋智子
- 製作 - ブロードメディア・スタジオ

## 製作
2010年10月、ディメンション・フィルムズは『The FEAST/ザ・フィースト』のジョン・ギャラガー監督、『ソウ ザ・ファイナル 3D』のパトリック・メルトンとマーカス・ダンスタンの脚本による製作を発表した。当初、2011年1月17日から2月18日にバトンルージュで撮影し、2011年8月公開を目指していた。2011年3月、製作の遅れに伴い、ジョエル・ソアソンが参加し、メルトンとダンスタンの脚本の書き直しが行われた。主要撮影は2011年4月25日にノースカロライナ州ウィルミントンで開始され、ジャングル・ラッピズのウォーターパークなどでも行われた。シアソンは撮影場所を選択する際に、「どこにでもありそう」な「象徴的なアメリカの町」を探したと主張した。
33日後の2011年5月27日に撮影は完了した。本作はポストプロダクション時に変換するのではなく、最初から3Dで撮影された。撮影監督のアレキサンダー・レーマンにとっては初めての3D映画となる。編集にはマーティン・バーンフェルドとデヴィン・C・ルシエが雇われた。